# 康斯坦丁·格鲁舍沃伊
康斯坦丁·斯捷潘诺维奇·格鲁舍沃伊（俄語：Константин Степанович Грушевой；1906年10月25日（11月7日）—1982年2月10日），乌克兰人，苏联军事指挥官，亦是勃列日涅夫的好友。

## 生平
格鲁舍沃伊于1906年11月7日出生于乌克兰斯米拉。1927年加入乌克兰共产党（布尔什维克）；1934年，毕业于第聂伯罗捷尔任斯克冶金学院；他于1982年2月10日去世，葬于莫斯科的新圣女公墓（第7号场）。